# Tropiszetron
A tropiszetron (INN: tropisetron) az 5-HT3 receptoroknak, a szerotonin-receptorok perifériás neuronokon és a központi idegrendszeren belül elhelyezkedő alcsoportjának nagy hatásfokú és szelektív kompetitív antagonistája.

## Hatása
Bizonyos anyagok – beleértve egyes kemoterápiás szereket is – feltételezhetően szerotonin-(5-HT) felszabadulást váltanak ki a zsigeri nyálkahártyák enterochromaffin-szerű sejtjeiből, s így hányási reflexet és az azt kísérő nauseát idéznek elő. A Navoban egyrészt a perifériás neuronok praesynaptikus 5-HT3-receptorainak az ingerlését szelektíve gátolja, másrészt járulékos hatásként a központi idegrendszeri 5-HT3-receptorokon át közvetlenül gátolja a vagus-ingerület area postremara irányuló hatását. Ez a hatás jellemzi a tropiszetron antiemetikus hatásának alapvető mechanizmusát.
Hatása 24 órán át tart, s ez lehetővé teszi naponta egyszeri adagolását. Hatásossága több kemoterápiás cikluson át is változatlan marad.
A kemoterápiás kezelés okozta hányingert és hányást extrapyramidalis mellékhatások kiváltása nélkül szünteti meg.

## Fordítás
- Ez a szócikk részben vagy egészben  a   Tropisetron című angol Wikipédia-szócikk fordításán alapul.  Az eredeti cikk szerkesztőit annak laptörténete sorolja fel. Ez a jelzés csupán a megfogalmazás eredetét és a szerzői jogokat jelzi, nem szolgál a cikkben szereplő információk forrásmegjelöléseként.